# Mulguraea tridens
Mulguraea tridens es una especie de planta fanerógama perteneciente a la familia de las verbenáceas. Es nativa de Sudamérica.

## Distribución y hábitat
El área de distribución nativa de esta especie se extiende desde el sur de Chile hasta el sur de Argentina. Crece principalmente en el bioma templado.

## Taxonomía
La especie fue descrita originalmente como Verbena tridens por Mariano Lagasca y publicada en Genera et species plantarum 19, en 1816, actualmente es tanto un sinónimo como el basónimo de esta; y ulteriormente sería transferida al género Mulguraea por Nataly O'Leary y Paola Peralta en Systematic Botany 34(4): 783, en 2009.

#### Etimología
Véase: Mulguraea
tridens: epíteto latino que significa "con tres dientes".